# 현금은 내 것이다
《현금은 내 것이다》는 1965년 공개된 대한민국의 영화이다.

## 배역
- 박노식 : 영준 역
- 김지미 : 은주 역
- 독고성 : 상도 역
- 허장강 : 맹 사장 역
- 이빈화 : 수미 역
- 주선태 : 권 사장 역
- 조항
- 장혁
- 성소민
- 박철
- 조석근
- 추석양
- 장훈
- 김웅
- 최창호
- 최준
- 조덕성
- 김기범
- 윤일주
- 김무남
- 박순봉
- 김세나
- 추봉
- 곽태용
- 조춘